# Llanero
Pour les articles homonymes, voir Llañero.

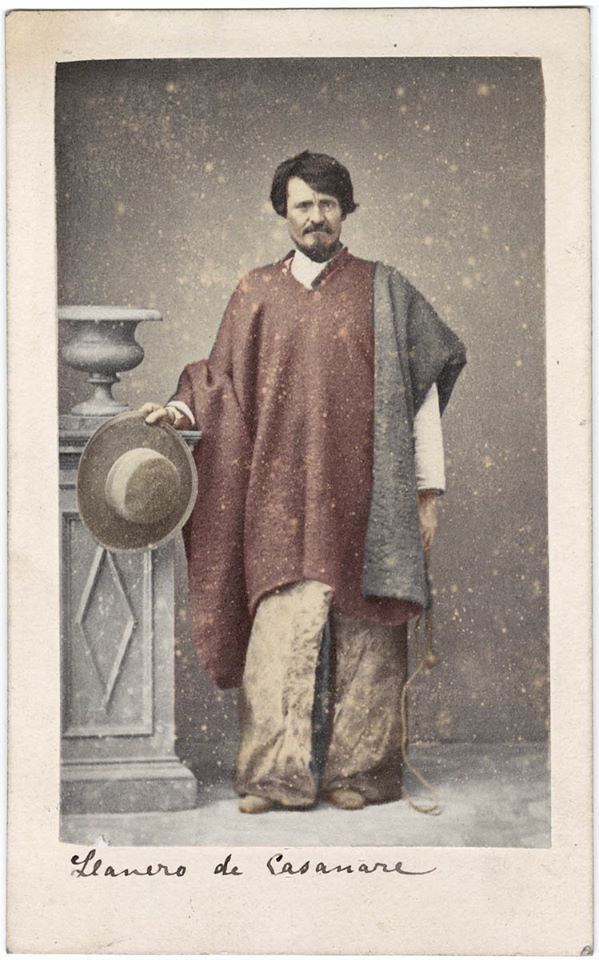
Llanero vénézuélien, siècle XIX, photographie de Alphons Stübel.

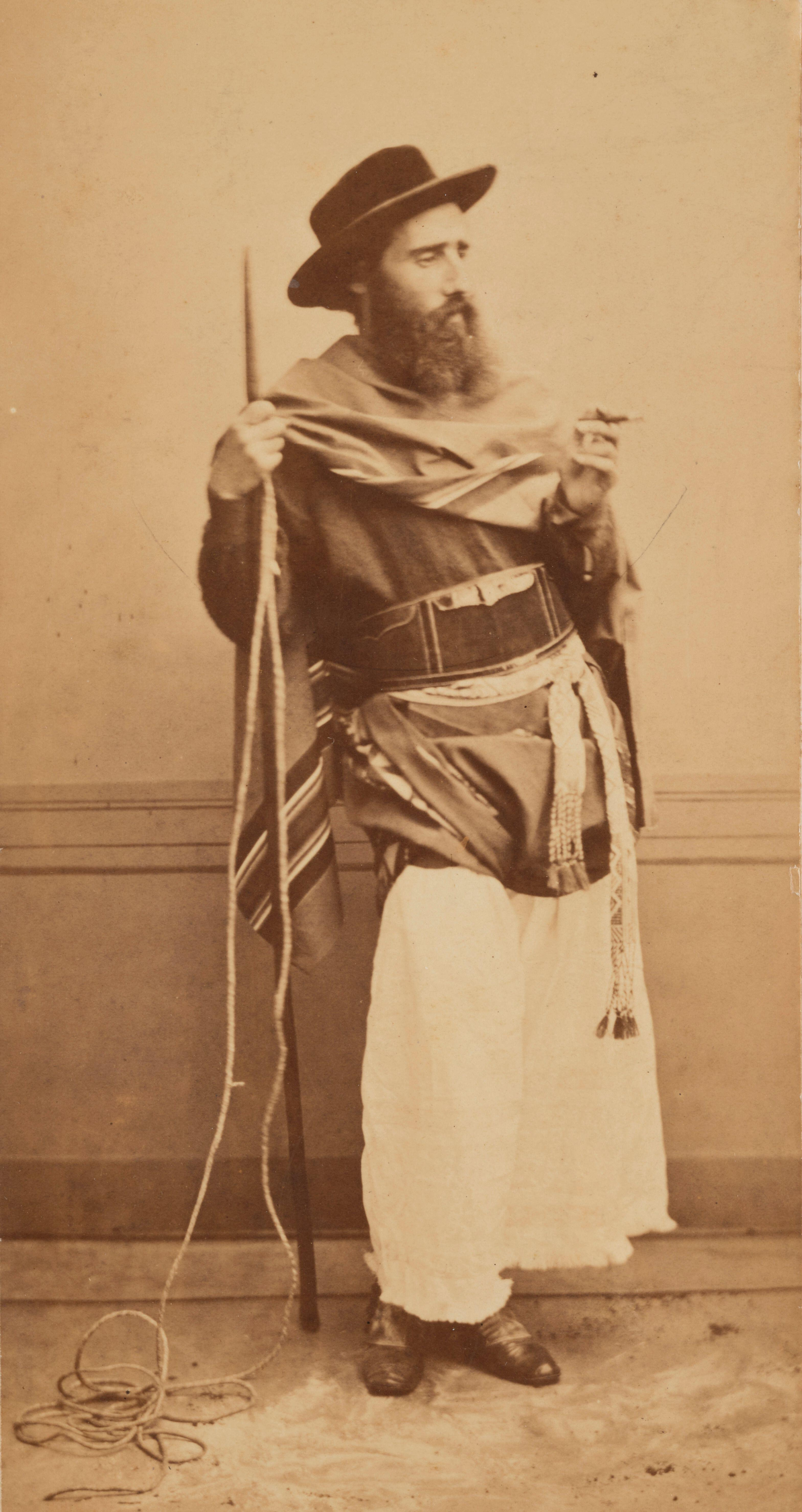
Camille Pissarro vêtue de costume de Llanero, inclinable, c1852-1855.

Un llanero (en espagnol : [ʝaˈneɾo], homme des plaines) est un cowboy vénézuélien ou colombien. L’appellation provient des Llanos, une vaste plaine herbeuse qui occupe l’ouest du Venezuela et l’est de la Colombie. Les llaneros étaient majoritairement d’ascendance espagnole et amérindienne, et ont développé une culture et une musique distinctes.
Pendant les guerres d’indépendance, des llaneros grossissaient les rangs des cavaleries des deux parties en présence. En 1819, une armée de llaneros, dirigée par Simón Bolívar et José Antonio Páez, écrasa un contingent espagnol lorsqu'il franchit les plaines de l’Orénoque et les montagnes des Andes.

## Histoire

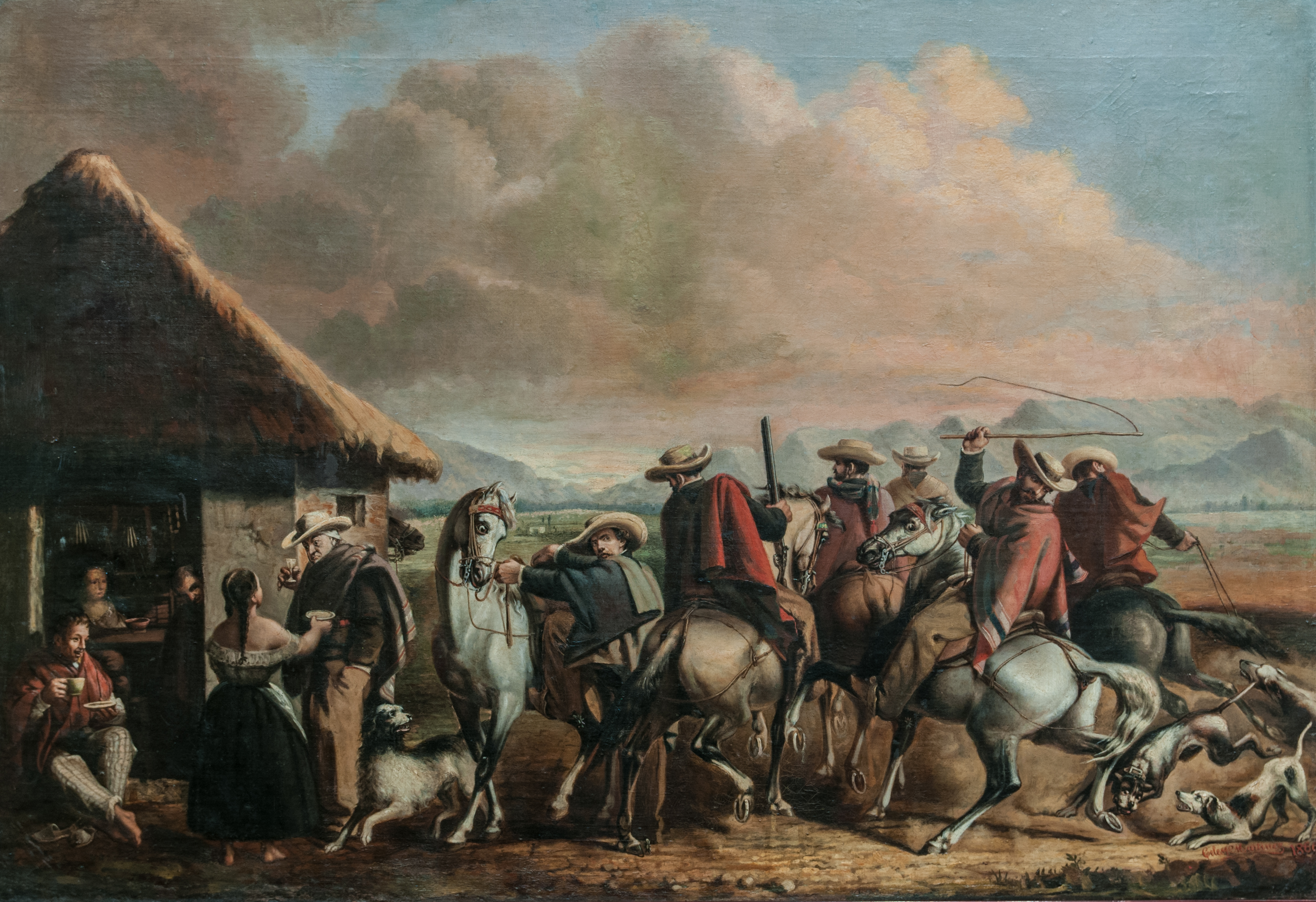
Chasseurs à cheval, portant des ruanas, et des zamarrros, la tenue de chasse et de cavalier du Venezuela et de la Nouvelle-Grenade entre 1800 et 1900.

Avant l’arrivée des Espagnols, les llanos abritaient des groupes indigènes. Dès 1548, des moines andalous se sont établis près des villages amérindiens et sont arrivés à les convertir en combinant persuasion et force.
Les llaneros ont développé une culture autour de l’élevage du bétail, ce dernier étant introduit par les Espagnols. Ils utilisent encore aujourd'hui du vocabulaire du 16e et 17e siècle. De 1640 à 1790, des esclaves vivant dans les "cumbes" (communautés d'esclaves hors la loi) ont épousé des llaneros.
À la fin du 18e siècle, la région exportait 30 000 mulets par an aux Antilles et de la viande salée pour les 1,5 million d’esclaves au Venezuela et à Cuba. Il y avait 1,2 million de têtes de bétail en 1815.
Au début des guerres d’indépendance, l’armée espagnole a réussi à incorporer des llaneros en utilisant leur dédain pour les «créoles» qui ont inauguré le mouvement indépendantiste. Le Libertador Simon Bolívar arrive à penser que les Llanos étaient essentiels pour la victoire du mouvement, ils permettaient des déplacements rapides et plusieurs sources d’aliments pour l’armée.
Pour cette raison, il a essayé d’incorporer des llaneros au mouvement indépendantiste, et a réussi en supportant les mêmes pénuries que les Llanos. Les llaneros l'appelaient « culo de hierro » - cul de fer - pour son endurance à cheval.
Les llaneros dirigés par José Antonio Páez ont été essentiels pour la campagne de Bolívar. Après avoir conduit les llaneros dans les Andes, Bolívar gagna une grande victoire à la Bataille de Boyacá le 7 août 1819. Trois jours plus tard, il arrive à Santa Fe de Bogotá en changeant le cours de la guerre de manière décisive.
Les llaneros ont été aussi vitaux pour d’autres batailles. Les Bravos d'Apure dirigés par Páez ont été essentiels pour la Bataille de Carabobo le 24 juin 1821, et ils ont permis à Bolívar de prendre Caracas. Páez devient plus tard le premier président du Venezuela après la séparation du pays de la Grande Colombie.
Durant les années 1850, une haute demande de cuirs stimule l’économie locale. Il y eut un autre boom local, sur les plumes de grandes aigrettes, appelées “or blanc” dans les années 1930 en Europe, qui s’est terminé par l’interdiction de sa vente.

## Culture Llanera

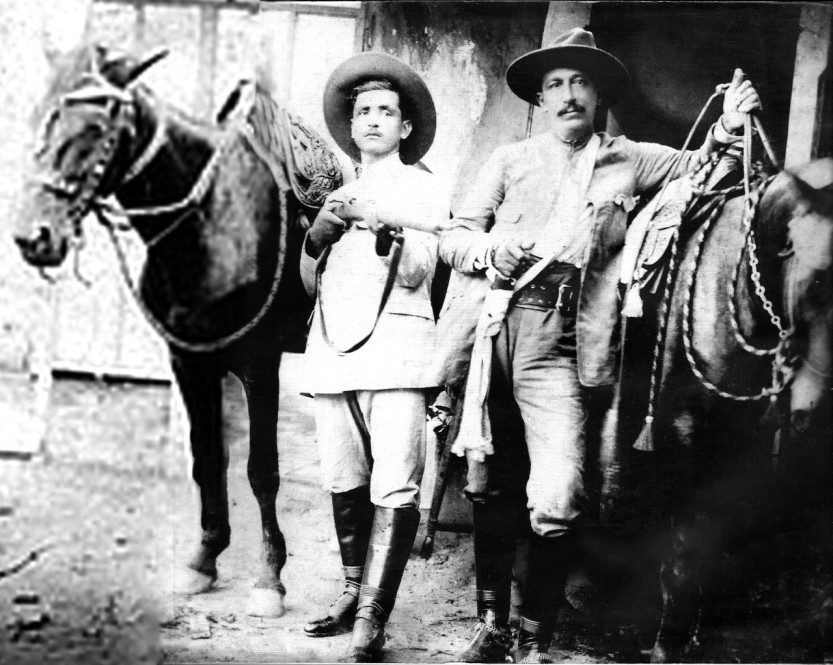
Paysan llanero (1892).

Le bétail est important dans la culture llanera. Il y a 12 millions de têtes de bétail au Llano. Pendant l’année, les llaneros mènent le bétail à traverser des grandes distances. Pendant la saison humide, ils doivent le mener en terre haute à cause des inondations des plaines; pendant la saison sèche, ils les mènent en terre basse sur des terres encore humides.
Les llaneros organisent des compétitions de coleo, un sport similaire au rodéo, où ils doivent faire tomber un bœuf par terre.
La musique llanera utilise la harpe, les maracas et une petite guitare à quatre cordes appelée cuatro. Le joropo, une danse llanera, est devenue la danse nationale vénézuélienne et la danse typique des llanos colombiens. Bien que le style ne soit pas très bien connu hors du Venezuela et de la Colombie, il y a des groupes de musique llanera, tels que Cimarrón ou Los Llaneros, qui ont fait des tournées internationales.
La cuisine llanera est basée sur la viande, le poisson, le poulet, le chigüire (capybara), le riz, les arepas et d’autres amidons (sauf le blé). Le vêtement traditionnel llanero est le liqui-liqui.